# پیلار گومس
پیلار گومس (اسپانیایی: Pilar Gómez‎؛ زادهٔ ۱۲ سپتامبر ۱۹۷۴) بازیگر اهل اسپانیا است.
از فیلم‌هایی که وی در آن‌ها نقش داشته است، می‌توان به خدا نگهدار و خشم مردی صبور اشاره نمود.
وی در سال ۲۰۱۸ برندهٔ جایزه مکس شد.